# Brachystelma blepharanthera
Brachystelma blepharanthera là một loài thực vật có hoa trong họ La bố ma. Loài này được Hans Huber mô tả khoa học đầu tiên năm 1961.